# دوايت هاريسون
دوايت هاريسون (بالإنجليزية: Dwight Harrison)‏ هو لاعب كرة قدم أمريكية أمريكي، ولد في 12 أكتوبر 1948 في بومونت في الولايات المتحدة.

## وصلات خارجية
- دوايت هاريسون على موقع مرجع كرة القدم المحترفة.كوم (الإنجليزية)